# 新潟国際情報大学
新潟国際情報大学（にいがたこくさいじょうほうだいがく、英語: Niigata University of International and Information Studies）は、新潟県新潟市西区みずき野3丁目1番1号に本部を置く日本の私立大学。1993年創立、1994年大学設置。大学の略称は「NUIS」（ぬいす）、「国情」（こくじょう）、「情報大」（じょうほうだい）。

## 概観

### 建学の理念と目的
- 日本文化と異文化との違いを理解し、国や地域を越えて情報文化に貢献できる人材を育成する。
- 情報社会を先導し、国・地域・人間の文化を尊重しつつ、国や地域を越えて人類の福祉向上に貢献する。

日本文化の理解の上にたち、国際的視野のもと情報文化の発展に貢献できる有為の人材たらんとする意欲あふれる青年を教育し、健全な心身を持つ、個性豊かな人間形成に資することを使命としている。

### 教育の特色と進路
北東アジアを中心とした国や地域の言語や文化、社会状況を理解し、国際社会に対応できる人材を育成する「国際学部」と、経営学と情報システム学の両方を理解しバランスよく身に付け、社会の発展に貢献できる人材を育成する「経営情報学部」の2学部を設置。地域連携活動にも積極的で、キャリアサポート体制が充実しており、例年高い就職率を誇っている。
国際学部 国際文化学科
「国際社会の将来を担う 幅広く学べる人材を育成」
国際学部は1学科からなり、国際理解と外国語の習得、そして留学が3本の柱。1年次に全員が必修英語と、英語、ロシア語、中国語、韓国語のいずれかを並行して学修。また、各国の文化、歴史、経済などを学んで世界の多様性を理解し、平和で公正な国際社会づくりに貢献できる力を養う。半年留学しても4年で卒業できる派遣留学制度があり、約半数の学生が留学している。
- 国際社会の理解
- 外国語の修得（英語、ロシア語、中国語、韓国語）
- 国際ビジネス英語
- 留学制度（ アメリカ合衆国、 ニュージーランド、 ロシア、 ラトビア、 中国、 台湾、 韓国）
- 情報処理演習
- ゼミナール
- 主な進路先：新潟県庁、市役所、警察、消防、ホテル・旅館業、旅行代理店、航空会社、空港、バス・列車等旅客業、専門商社、大学院進学 等

経営情報学部 経営学科・情報システム学科
「地域経済、情報社会の将来を担う人材を育成」
経営情報学部は2学科からなり、経営学科は、商品企画や経営戦略、会計学など「情報を活用した経営」について学ぶことで、地域や社会の問題解決を提案・支援・実現できる能力を身に付ける。情報システム学科は、情報を使い新しい価値を創造したり、自ら情報システムをベースとしたものづくりができる能力を身に付ける。
- 情報教育（JABEE国際水準）
- 情報処理演習・情報システム基礎演習
- 専門演習
- 夏期セミナー（ カナダ）
- ゼミナール・卒業研究
- 主な進路先：システムエンジニア（SE）、上級プログラマー、金融機関職員、公務員、流通・販売スペシャリスト、商品企画・開発職 等

## 沿革
（沿革節の主要な出典は公式サイト）
- 1994年（平成6年）
  - 4月 - 新潟国際情報大学開学（情報文化学部 情報文化学科・情報システム学科 1学部2学科体制）。初代学長は内山秀夫（1998年3月31日まで）
  - 6月8日 - 開学記念式典開催
- 1998年
  - 4月 - 学長に小澤辰男が就任
- 2000年
  - 1月 - 大学入試センター試験導入
  - 4月 - 武藤輝一が学長に就任。中国・北京師範大学歴史学部と交流協定を締結
  - 8月 - カナダ・アルバータ大学への留学制度（情報文化学部情報システム学科 海外夏期セミナー）
  - 9月 - 中国・北京師範大学への留学制度（情報文化学部情報文化学科 パイロットプログラムとして派遣留学）
  - 11月 - ロシア・極東国立総合大学と交流協定
- 2001年
  - 1月 - アメリカ・ノースウエスト・ミズーリ州立大学教養学部と交流協定
  - 4月 - 韓国・慶熙大学校国際教育院と交流協定。アメリカ・ロシア・中国・韓国・カナダの5コースでの留学プログラムを開始
- 2002年
  - 4月 - 新潟大学、敬和学園大学との単位互換制度開始
  - 10月 - 前年（2001年）に廃業した新潟中央銀行の本店跡地を取得。情報センター棟増築工事に着工
- 2003年
  - 4月 - 新潟大学、新潟経営大学、新潟産業大学との単位互換制度開始
  - 6月 - 開学10周年 記念式典開催。新潟中央キャンパス開校（旧新潟中央銀行本店跡地、新潟市中央区上大川前通）。情報センター棟 増築工事竣工（1階：図書館増築・2階：国際交流センター新築）
- 2004年
  - 4月 - 新潟中央キャンパス エクステンションセンター（オープンカレッジ）開講
- 2005年
  - 12月 - 理事長に武藤輝一が就任
- 2007年
  - 8月 - 文部科学省教育改革プロジェクト（現代GP）に採択
- 2008年
  - 3月 - 大学機関別認証評価の結果 適正と認定
  - 4月 - 学長に平山征夫が就任
  - 5月 - 情報システム学科の教育プログラムがJABEE（日本技術者教育認定機構）から認定
  - 10月 - 大学連携新潟協議会（新潟市）加盟 [2]
- 2009年
  - 7月 - 文部科学省大学教育・学生支援推進事業（学生支援プログラム）に採択
- 2010年
  - 4月 - 理事長に関根秀樹が就任
- 2012年
  - 3月 - 大学機関別認証評価の結果 適正と認定
  - 4月 - 平山征夫が学長に再任
  - 10月 - 韓国・光云大学校と交流協定締結
- 2013年
  - 11月 - 開学20周年 記念式典開催。新潟中央キャンパス「コワーキング・ラボ こくじょう」開設
  - 12月 - 星野元が理事長に就任
- 2014年
  - 4月 - 国際学部 国際文化学科 新設（2学部2学科体制）
  - 7月 - ロシア ウラジオストク国立経済大学と交流協定締結
  - 9月 - 学生会館（MELF）開館、学生食堂増築
- 2015年
  - 3月 - 大学機関別認証評価の結果 適正と認定
  - 6月 - 新潟市・新潟都市圏大学連合 包括連携協定締結[3]
- 2017年
  - 6月 - みずき会（同窓会）20周年 記念祝賀会開催
- 2018年
  - 2月 - 第59回新潟広告賞で奨励賞を受賞（新聞広告部門「つなぐ つなげる つながる」）[4]
  - 3月 - 日本英語検定協会から文部科学大臣賞を受賞[5]
  - 4月 - 経営情報学部 経営学科 新設（2学部3学科体制）。野崎茂が学長に就任
  - 10月 - 上越教育大学と連携・協力に関する協定締結
- 2019年
  - 4月 - 新潟中央キャンパスに社会連携センター設置（エクステンションセンター廃止）
  - 5月 - 新潟中小企業家同友会と新潟SKYプロジェクト連携協力協定締結
  - 7月 - 中国・済南大学との交換留学協定締結
  - 9月 - 高等教育の修学支援新制度対象期間として認定
  - 12月 - 星野元が理事長に再任
- 2021年
  - 10月 - サイバー韓国外国語大学と交流協定締結
  - 12月 - 佐々木辰弥が理事長に就任
- 2022年
  - 3月 - 大学機関別認証評価の結果 適正と認定
  - 4月 - 越智敏夫が学長に就任
  - 6月 - ラトビア・ダウガフピルス大学と交流協定締結
  - 7月 - 公益社団法人新潟県観光協会と包括連携に関する協定を締結。株式会社フジドリームエアラインズ（FDA）と包括連携に関する協定を締結
  - 9月 - ニュージーランド・ワイカト大学と交流協定締結。マレーシア・ペトロナス工科大学と交流協定締結。新潟市とSDGs推進に向けた連携協定締結
  - 12月 - 社会連携拠点「ツナグ」開設。中国・華東師範大学国際漢語文化学院と交流協定締結。
- 2023年
  - 12月 - 佐々木辰弥が理事長に再任
- 2024年
  - 4月 - 株式会社新潟放送（BSN）と包括連携協定締結
  - 9月 - 文部科学省「数理・データサイエンス・AI教育プログラム認定制度（MDASH）」の「リテラシーレベル」と「応用基礎レベル」認定
  - 11月 - フェアトレード大学認定
- 2025年
  - 3月 - 新潟県立巻高等学校と高大連携協定締結

## 所在地

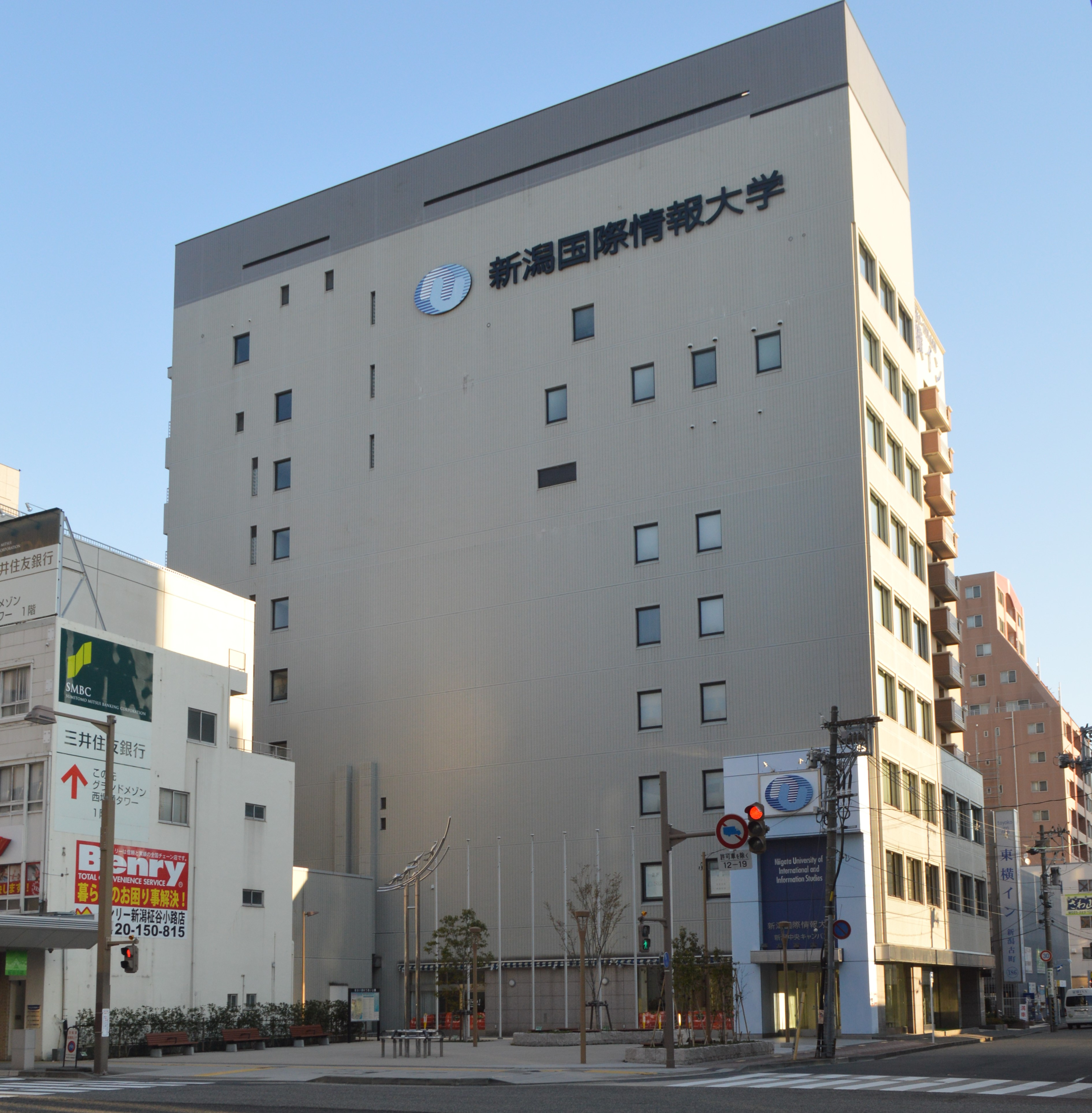
新潟中央キャンパス（新潟市中央区）

- みずき野キャンパス（本校） - 〒950-2292 新潟県新潟市西区みずき野3丁目1番1号
- 新潟中央キャンパス（サテライト） - 〒951-8068 新潟県新潟市中央区上大川前通7番町1169番地

## 学部・学科
- 国際学部
  - 国際文化学科
- 経営情報学部
  - 経営学科
  - 情報システム学科

## 学生生活

### キャンパスライフ（本校 みずき野キャンパス）
- 講義時間外は学生会館、食堂、なび広場（情報センター棟）、図書館[6]、教室、クラブハウス（部室）、中庭、国際交流センターなどで過ごす。
- 2014年9月19日に80名収容可能な防音設備付スタジオを持つ2階建ての学生会館（MELF（メルフ）「Making EverLasting Friends（永遠の友をここでつくろう）」）が開館された。
- 学生会館建設と同時期に、「ダイニングホール弥彦（学生食堂）」も拡張工事が行われた（学生食堂と学生会館にデジタルサイネージが設置された）。
- 売店、食堂、喫茶店が1か所ずつあり、自動販売機が数台ある。
- 学生食堂のランチメニューリストは、日々Twitterに更新されている[7]。
- 運動施設として、陸上競技場（グラウンド）、体育館（アリーナ）、テニスコート、トレーニング室（ウエイトトレーニング・エアロビックトレーニング）、ゴルフ練習場がある。
- キャンパス内完全禁煙である。
- 毎冬約5,000羽の白鳥が飛来するラムサール条約湿地佐潟が近くにあり、冬季には大学内で野生の白鳥が飛翔する姿や鳴き声を聞くことがある。無線航空機（ドローン）による白鳥の飛来数の調査研究も行われている。
- 新潟県内の進学者が多い。
- 30〜40個の部活動・サークルがある。

### キャンパスライフ（サテライト 新潟中央キャンパス）
- 新潟市の中心地に位置し、各種講演会、シンポジウムが開かれる。
- 市民講座（オープンカレッジ）など、地域の住民に利用されている。
- Microsoft Office Specialist（MOS）資格試験や卒業研究発表会などが開催されていた。
- 2013年11月にコワーキングスペース「こくじょう」としてリニューアルした。
- 2022年12月に新潟市への新規進出企業および地元企業と本学の教員・学生のマッチングが生まれる場として、「新潟国際情報大学 社会連携拠点 ツナグ」としてリニューアルした。

### 通学
- 講義が行われるみずき野キャンパスは、新潟市郊外の田園地帯に位置する。
- みずき野キャンパスの最寄駅であるJR越後線 越後赤塚駅は1時間に上下線各1〜2本ずつの運行数であり、学生にとって通学がやや不便である（地域住民からも越後線増便の要望は出ているが、実現に至らない状況が続いている）。
- 学生に占める自動車通学の割合は高い。駐車マナーに関する問題への対策として、大学が隣接する土地を買い取り、駐車場の増設が行われたことで、ほぼ全員が自動車通学が可能となった（申請制）。
- 新潟交通のバス路線に「国際情報大学前」「赤塚駅前」のバス停が存在するが、本数の関係で通学に利用する学生はほとんどいない。
- 通学時間帯のJR越後赤塚駅のホーム上は、新潟国際情報大学の学生と駅前にある新潟看護医療専門学校の学生で溢れる。
- 一般向け公開講座や就職活動に利用される新潟中央キャンパスは、新潟市中央区の古町エリアに存在する。
- 新潟中央キャンパスの最寄駅はJR新潟駅であり、みずき野キャンパスに比べて利便性は高いが、古町地区であるため数分おきのバスか、徒歩で20分程度かかる。
- 在学生は、新潟中央キャンパスの駐車場を利用することができる[8]。

### 大学周辺
- みずき野キャンパス周辺は、店舗数の増加などの街の活性化が期待されているが、まだ実現していない。
- 大学の開校とともに区画整理された新興住宅街であるため、大学の歴史＝みずき野地区の歴史（以前の大学住所は新潟市坂田字カタハタであった）と言える。
- 開学してから約30年が経過したが、小規模新興住宅地という性質上、大学周辺に大学街というものが、まだ形成されていない。
- 新潟中央キャンパスは古町エリアにあるため、買い物や遊びなどの利便性は高い。

### 自宅外通学生（一人暮らし）
- 学生の出身の大半が新潟県内、特に県央地域から下越地域に集中している為、学生に占める自宅外通学（一人暮らし）の学生は多くない。また学生寮などの施設も存在しない。
- 2017年6月に「一人暮らしの会」が発足し、一人暮らしの学生をサポートするコミュニティが新設された。

### 留学制度
- アメリカ、ラトビア、中国、韓国、カナダの大学との連携により、2年次の後半から約半年間各国へ留学が可能である。
- 留学に行っても休学せずに4年間で卒業できるのが特徴。韓国へは1年間の交換留学制度も新設された。

### 国際交流ファシリテーター
- 主に国際文化学科の学生が参加し、新潟県内の小中学校・高校に訪問し、生徒と一緒に国際関係について考えるプログラム。
- 2018年4月に「国際交流インストラクター」から名称を変更した。

### スポーツ大会
- 毎年6月の第1週目に学友会が主催するイベント。サッカー、バレーボール、フリースロー、大縄跳びやアームレスリングなどの競技を行う。毎年の競技は、開催1ヶ月前にアンケートによって決定している。
- 運動競技だけでなく、eスポーツ大会なども実施され、運動が苦手な学生も楽しめる内容になっている。

### 紅翔祭（学園祭）
- 毎年10月の第1週目に学友会が主催するイベント。各ゼミナール・研究室の研究発表やサークルが出店する模擬店、お笑いタレントのステージもある。
- 地元赤塚で収穫された野菜や弥彦村のお米の販売などもあり、地域の住民も参加したイベントになっている。
- 父母向けに文化人を招いた文化講演会も開催される。
- 過去の開催日時、テーマ・スローガン、文化講演会登壇者は以下の通り。

| 開催回 | 開催日                           | テーマ・スローガン                                 | 文化講演会（登壇者と演題）                                                                                    |
| ------ | -------------------------------- | -------------------------------------------------- | --- |
| 第1回  | 1994年10月29日（土）30日（日）   | 「START」                                          | －－－ |
| 第2回  | 1995年10月28日（土）29日（日）   | 「Smile 世界に向かって」                           | －－－ |
| 第3回  | 1996年10月26日（土）27日（日）   | 「Iから始まるコミュニケーション」                  | －－－ |
| 第4回  | 1997年10月25日（土）26日（日）   | 「NUIS 4年目の挑戦!!肌で感じる情報化」             | －－－ |
| 第5回  | 1998年10月24日（土）25日（日）   | 「国情－5年目の開殻（かいかく）」                  | 鶴岡健治（NHK新潟支社 支社長）「バレーボールと私」 筑紫哲也（ジャーナリスト・ニュースキャスター）「多事争論」 |
| 第6回  | 1999年10月23日（土）24日（日）   | 「新時代宣言」                                     | 山田洋次（映画監督）「寅さんと学校」                                                                          |
| 第7回  | 2000年10月28日（土）29日（日）   | 「新風を吹き込め 〜そして伝統へ〜」                | 谷川真理（ランナー・タレント）「谷川真理の抓力」                                                              |
| 第8回  | 2001年10月27日（土）28日（日）   | 「見つけよう！新たな出会い」                       | ジェームス三木（作家・脚本家）「ドラマと人生」                                                                |
| 第9回  | 2002年10月19日（土）20日（日）   | 「次の扉を開けよう!新たな自分のために!」           | 大沢啓二（野球解説者）「人生のいろは」                                                                        |
| 第10回 | 2003年10月18日（土）19日（日）   | 「It's now or never! 〜今しかやる時がない〜」      | 永六輔（放送タレント）                                                                                        |
| 第11回 | 2004年10月23日（土）24日（日）   | 「一喜一遊 〜笑〜」                                | 櫻井よしこ（ジャーナリスト）「日本よ、のびやかなれ」                                                          |
| 第12回 | 2005年10月22日（土）23日（日）   | 「絆 〜人の心を繋ぐもの〜」                        | 鈴木健二（フリーアナウンサー）「感動のある生き方を求めて」                                                    |
| 第13回 | 2006年10月21日（土）22日（日）   | 「Wake up brand-new days 〜新しいワタシ〜」        | 山本博（アーチェリー選手）「成功を呼び寄せる方法とは」                                                        |
| 第14回 | 2007年10月20日（土）21日（日）   | 「Have a pleasant time」                           | 黒沢年雄（俳優）「人生プラス思考で」                                                                          |
| 第15回 | 2008年10月25日（土）26日（日）   | 「喜度逢楽 〜楽しいことにまた逢える〜」            | 宮尾登美子（小説家）「小説の中の女たち 〜篤姫の生涯を通して〜」                                               |
| 第16回 | 2009年10月24日（土）25日（日）   | 「意気「翔」天 〜繋がれ!!この想い（・∀・）ｂ〜」   | 舞の海秀平（スポーツキャスター）「可能性への挑戦」                                                            |
| 第17回 | 2010年10月23日（土）24日（日）   | 「粋」                                             | 児玉清（俳優）「心に華のある人生を!」                                                                         |
| 第18回 | 2011年10月22日（土）23日（日）   | 「協存協栄 〜One for all. All for one〜」          | 森永卓郎（経済アナリスト）「これからの日本経済と政治の動き」                                                  |
| 第19回 | 2012年10月20日（土）21日（日）   | 「一喜一遊 〜Make hay!〜」                         | 堀尾正明（フリーアナウンサー）「コミュニケーション力を高めるためには 〜オリンピックの取材メモから〜」         |
| 第20回 | 2013年10月12日（土）13日（日）   | 「彩（Paint）your color」                          | 手嶋龍一（外交ジャーナリスト・作家）「世界のなかのニッポン・東アジアのなかのニッポン 〜TPPと日米同盟〜」      |
| 第21回 | 2014年10月11日（土）12日（日）   | 「NO LIMIT 〜タノシンダモンガチ〜」                | 住田裕子（弁護士）「変わりゆく社会の中で、守りたい いのちと心」                                               |
| 第22回 | 2015年10月10日（土）11日（日）   | 「GLOCAL!!」                                       | 蛭子能収（漫画家・俳優）「逆転的幸福論 〜低いハードルで人生を乗り越えろ〜」                                   |
| 第23回 | 2016年10月8日（土）9日（日）     | 「駆け抜けろ! 〜2日限りのCARNIVAL〜」              | 金田一秀穂（杏林大学外国語学部教授）「金田一先生の日本語おもしろ塾」                                          |
| 第24回 | 2017年10月7日（土）8日（日）     | 「飛翔」                                           | 養老孟司（東京大学名誉教授）「今、私たちは何をすべきか」                                                      |
| 第25回 | 2018年10月13日（土）14日（日）   | 「彩」                                             | 野口健（登山家）「富士山から日本を変える」                                                                    |
| 第26回 | 2019年10月5日（土）6日（日）     | 「REvolution」                                     | 植木理恵（心理学者・臨床心理士）「人生（仕事）が楽しくなる心理学」                                            |
| 第27回 | 2020年10月3日（土）4日（日）     | 「Re;」※新型コロナウイルス感染拡大防止のため、中止 | －－－ |
| 第28回 | 2021年10月2日（土）3日（日）     | 「零（ゼロ）」                                     | 瀬古利彦（元陸上競技・マラソン選手）「こころで走る」                                                          |
| 第29回 | 2022年10月1日（土）2日（日）     | 「双葉」                                           | 北澤豪（元サッカー選手）「チームワークとチーム力-2022 FIFAワールドカップの展望」                              |
| 第30回 | 2023年9月30日（土）10月1日（日） | 「奏花」                                           | 渡部陽一（戦場カメラマン・フォトジャーナリスト）「世界からのメッセージ ～平和と命の大切さ～」                 |
| 第31回 | 2024年10月5日（土）6日（日）     | 「燦燦（さんさん）」                               | おばたのお兄さん（タレント）「メンタルの鍛え方とポジティブシンキング」                                        |

### みずき会（同窓会）
- 大学公式の同窓会組織。毎年6月に総会・懇親会を実施している。関東支部会もあり、毎年7月に懇親会を実施している。

## 大学関係者
- 理事長：佐々木辰弥
- 学長：越智敏夫
- 元学長：平山征夫（第54代新潟県知事）

※以下はいずれも故人
- 初代理事長・元学院長：小沢辰男（第5代沖縄開発庁長官、第36代建設大臣、第6代環境庁長官、第56代厚生大臣）
- 初代学長：内山秀夫（慶應義塾大学名誉教授）
- 名誉教授：浦昭二（慶應義塾大学名誉教授）
- 元教授：石川真澄（ジャーナリスト）
- 元教授：澤登佳人（新潟大学名誉教授）

歴代学長は以下の通り。
| 代    | 学長名   | 在位期間（歴年度） |
| ----- | -------- | ------------------ |
| 初代  | 内山秀夫 | 1994年-1997年      |
| 第2代 | 小澤辰男 | 1998年-1999年      |
| 第3代 | 武藤輝一 | 2000年-2007年      |
| 第4代 | 平山征夫 | 2008年-2017年      |
| 第5代 | 野崎茂   | 2018年-2021年      |
| 第6代 | 越智敏夫 | 2022年-            |

## 交通

### みずき野キャンパス（新潟市西区）
- JR越後線 越後赤塚駅より徒歩約7分

### 新潟中央キャンパス（新潟市中央区）
- JR新潟駅より新潟交通バス各路線で「本町」下車後、徒歩約1分

## 略称
- 学生の間では「国情」（こくじょう）と呼ばれることが多い。
- 地元住民からは「情報大」（じょうほうだい）と呼ばれることが多い。
- 英称（Niigata University of International and Information Studies）の頭文字から「NUIS」（ぬいす）とも呼ばれる。

## 公式サイト
- 新潟国際情報大学